# 周春晖
周春晖（1922年2月8日—2008年），男，云南富源人，中华人民共和国生产过程控制专家，曾任浙江大学副校长，浙江省政协副主席。